# Списък на герои в Warcraft
Списък на герои в Warcraft и World of Warcraft.

## A

### Aegwynn (Игуен)
Игуен е персонаж в книгите от поредицата на Warcraft. Тя има очи зелени като „пролетна гора“ и в младите си години е била с руса коса. Също така тя се бие и унищожава демона Сареджас, но той се преселва в нея, а по-късно и в детето ѝ Медив. Игуен е „Пазителка“, получила е тази титла още на млади години когато е била избрана от съвета на „Тирисфал“ сред още трима нейни другари.

## M

### Medivh (Медив)
Медив е измислен герой от Warcraft вселената, по която има няколко компютърни игри и книги. Той е последният от ордена на „Пазителите на Трисфал“ от света Азерот. Медив (Medivh) означава „пазител на тайни“ на Quel'dorei (Староелфически) език. Медив е наследникът на предишния пазител Игуен (Aegwynn).

## T

### Tyrande Whisperwind (Тиранде Уиспъруинд)
Тиранде Уиспъруинд (Tyrande Whisperwind) е героиня от света на Warcraft. За пръв път се появява в компютърната игра Warcraft III: Reign of Chaos. Присъства и във Warcraft III: The Frozen Throne и World of Warcraft.